# Lysandra lallemandi
Lysandra lallemandi är en fjärilsart som beskrevs av Pionneau 1924. Lysandra lallemandi ingår i släktet Lysandra och familjen juvelvingar. Inga underarter finns listade i Catalogue of Life.